# Exurapteryx aristidaria
Exurapteryx aristidaria är en fjärilsart som beskrevs av Charles Oberthür. Exurapteryx aristidaria ingår i släktet Exurapteryx och familjen mätare. Inga underarter finns listade i Catalogue of Life.